# Klatovy III
Klatovy III (Domažlické Předměstí, dříve Říšské Předměstí), jsou část města Klatovy ve stejnojmenném okrese v Plzeňském kraji. Nachází se na západě Klatov. Klatovy III leží v katastrálním území Klatovy o výměře 27,21 km².

## Historie
Klatovy III byly klatovskou částí v letech 1850–1879. Znovu se jí staly v letech 1900–1920 a podruhé 1. října 1980.

## Obyvatelstvo
| Rok            | 1869  | 1880 | 1890  | 1900  | 1910  | 1921 | 1930  | 1950 | 1961 | 1970  | 1980  | 1991  | 2001  | 2011  | 2021  |
| -------------- | ----- | ---- | ----- | ----- | ----- | ---- | ----- | ---- | ---- | ----- | ----- | ----- | ----- | ----- | ----- |
| Počet obyvatel | 1 700 | 0    | 2 458 | 3 018 | 3 229 | 0    | 3 287 | 0    | 0    | 5 778 | 6 913 | 7 497 | 7 434 | 6 936 | 6 616 |
| Počet domů     | 144   | 0    | 180   | 193   | 210   | 265  | 345   | 0    | 0    | 487   | 587   | 616   | 641   | 679   | 699   |